# Бразос-Бенд (Техас)
Бразос-Бенд (англ. Brazos Bend) — місто (англ. city) в США, в окрузі Гуд штату Техас. Населення — 305 осіб (2010).

## Географія
Бразос-Бенд розташований за координатами 32°28′36″ пн. ш. 97°45′39″ зх. д. / 32.47667° пн. ш. 97.76083° зх. д. (32.476796, -97.760946).  За даними Бюро перепису населення США в 2010 році місто мало площу 2,47 км², з яких 1,61 км² — суходіл та 0,85 км² — водойми.

## Демографія
Згідно з переписом 2010 року, у місті мешкало 305 осіб у 118 домогосподарствах у складі 108 родин. Густота населення становила 124 особи/км².  Було 132 помешкання (53/км²).
Расовий склад населення:
| - 94,1 % — білих - 2,3 % — азіатів - 2,0 % — чорних або афроамериканців - 0,3 % — корінних американців |

До двох чи більше рас належало 1,3 %. Частка іспаномовних становила 3,9 % від усіх жителів.
За віковим діапазоном населення розподілялося таким чином: 16,4 % — особи молодші 18 років, 60,6 % — особи у віці 18—64 років, 23,0 % — особи у віці 65 років та старші. Медіана віку мешканця становила 55,5 року. На 100 осіб жіночої статі у місті припадало 108,9 чоловіків;  на 100 жінок у віці від 18 років та старших — 105,6 чоловіків також старших 18 років.
Середній дохід на одне домашнє господарство  становив 155 463 долари США (медіана — 104 286), а середній дохід на одну сім'ю — 161 291 долар (медіана — 104 464). За межею бідності перебувало 3,6 % осіб, у тому числі 4,1 % дітей у віці до 18 років та 3,6 % осіб у віці 65 років та старших.
Цивільне працевлаштоване населення становило 113 осіб. Основні галузі зайнятості: науковці, спеціалісти, менеджери — 20,4 %, будівництво — 11,5 %, транспорт — 9,7 %, освіта, охорона здоров'я та соціальна допомога — 9,7 %.